# 竇賢
竇賢，北周、隋朝政治人物，字託賢，又作竇招賢，扶風郡平陵县人。

## 生平
他是竇毅之子，母亲是宇文泰第五女襄陽長公主。竇賢志业通敏，年少知名。周武帝天和二年（567年），被封为神武公世子。宣政元年（578年），担任使持節、儀同大将軍。隋文帝開皇年間，嗣爵神武公，担任遷州刺史。唐高祖武德元年（618年），李渊建立唐朝，竇賢是唐高祖李渊太穆皇后的兄弟，被追贈金遷房直均五州諸軍事、金州刺史，追封杞国公。其孙窦德藏襲爵杞國公。

## 子孙
- 子：竇孝宣，襲安成公
  - 孙：窦德藏，出繼竇紹宣，北海太守，襲杞國公
- 子：竇紹宣，贈秦州刺史、杞国公
  -     - 竇靈運，汾州長史，襲杞國公
      - 竇琛，河東郡司士參軍，襲公
        - 竇溫，御史大夫。
          - 竇承胤，濮陽郡參軍
            - 竇邈，揚州戶曹參軍
            - 竇遂，光祿寺丞
            - 竇連，大理評事

      - 竇瓘
      - 竇珣，華州刺史、扶風郡公
        - 竇液，以弟子繼，揚子尉

      - 竇琰，北海令，其子竇嶠、竇泚、竇澄、竇淹
      - 竇璠
      - 竇琁，灌津縣男
        - 竇汯
        - 竇潤
          - 竇晉

        - 竇汪

      - 竇珪
      - 竇璆，新平令
      - 竇某，靈安丞，其子竇淳、竇湑、竇洌、竇濯、竇洞、竇浩
      - 竇璋

    - 竇惠慈，渝州司馬
      - 竇禹
      - 竇詡，華州司兵參軍
        - 竇嵩，兗州參軍
        - 竇崑
          - 竇郯，吏部常選
          - 竇郢
          - 竇郾

      - 竇詳

    - 竇義方，扶風郡參軍
    - 竇大智，杞王府參軍
      - 竇辿，廣平郡參軍，其子竇琳
      - 竇務
        - 竇暠
        - 竇顏
        - 竇鳳，其子竇仕俛、竇仕品

      - 竇暹，梓潼郡參軍

    - 竇靈勖，魯王府戶曹參軍
      - 竇欽，其子竇重客
      - 竇鍔，東流令
      - 竇銑
        - 竇旻，平鄉府別將
        - 竇昊，寧遠將軍

      - 竇敬，其子竇好客

    - 竇靈獎，信都郡太守
      - 竇仙期，麗水府別將
        - 竇援
          - 竇彝
            - 竇榮

      - 竇仙鶴，其子竇捍
      - 竇仙童，其子竇撫
      - 竇仙客
- 子：竇鳳宣
  - 孙：竇志，以姪繼，襲神武郡公
    - 竇靈感，和蓋令，襲公
      - 竇昱，延州戶曹參軍，襲公
        - 竇漼
        - 竇榮
        - 竇涓，安業府別將，其子竇偁、竇偃、竇求
        - 竇汪，兵部常選
        - 竇涔，道舉出身
        - 竇隄，新鄭令

      - 竇昇，岐陽令，襲神武公
        - 竇渙，兵部常選
        - 竇潤，恆王府兵曹參軍，其子竇季倫
        - 竇泌，戡黎府折衝
          - 竇華，聞喜令
          - 竇季初

        - 竇潮，貝州司兵參軍[3]